# Florence County, Wisconsin
Florence County är ett administrativt område i delstaten Wisconsin, USA. År 2010 hade countyt 4 423 invånare. Den administrativa huvudorten (county seat) är Florence.

## Geografi
Enligt United States Census Bureau har countyt en total area på 1 288 km². 1 264 km² av den arean är land och 24 km² är vatten.

### Angränsande countyn
- Iron County, Michigan - nord
- Dickinson County, Michigan - öst
- Marinette County, Wisconsin - sydost
- Forest County, Wisconsin - syd, väst